# 狄龙 (科罗拉多州)
狄龙（英語：Dillon）是美国科罗拉多州萨米特县下属的一座城鎮。建鎮于1883年1月26日，面积大约为2.432平方英里（6.299平方公里）。根据2010年美国人口普查，该鎮有人口904人。2011年估计该鎮有人口914人，相比2010年人口增长率为1.11%。同时，论人口该鎮是科罗拉多州第149大城市。